# Dhupa (ofrenda)
Dhupa (en sánscrito धुप, incienso; en tailandés: ธูป) se refiere a la ofrenda ritual, normalmente de incienso, practicada en varias religiones orientales (hinduismo, jainimo, budismo...)

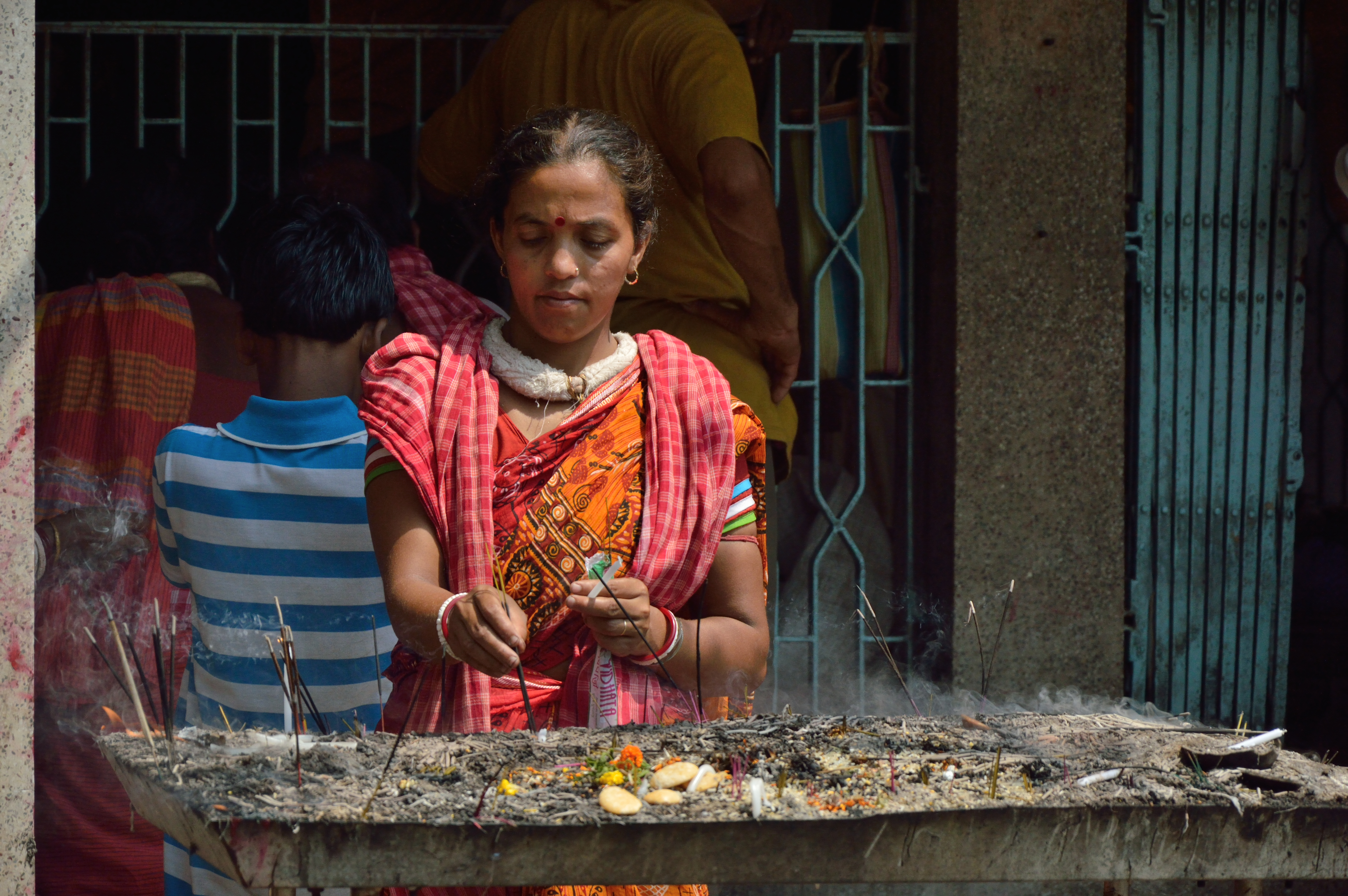
hinduismo, India
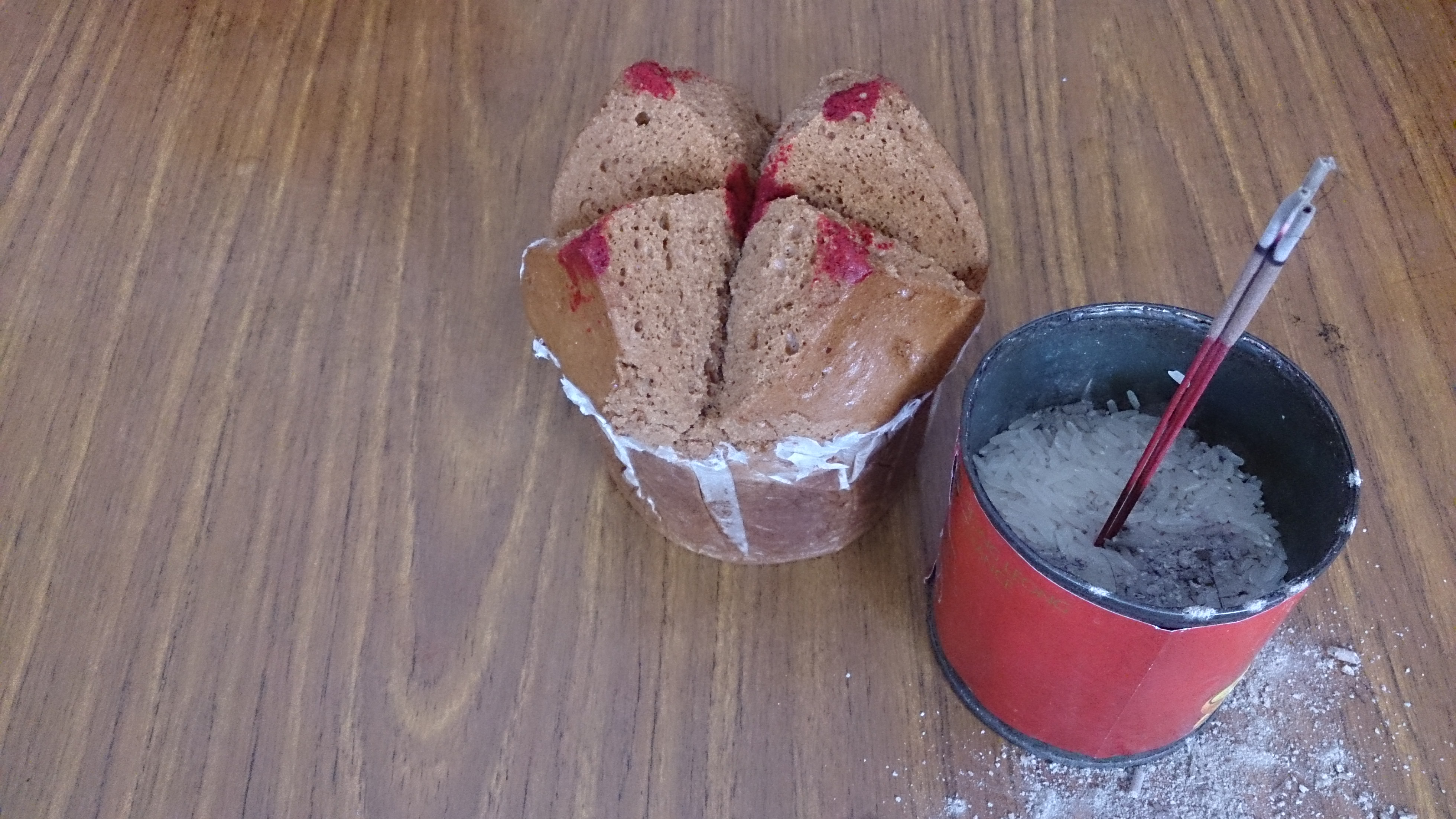
taoísmo, Singapur
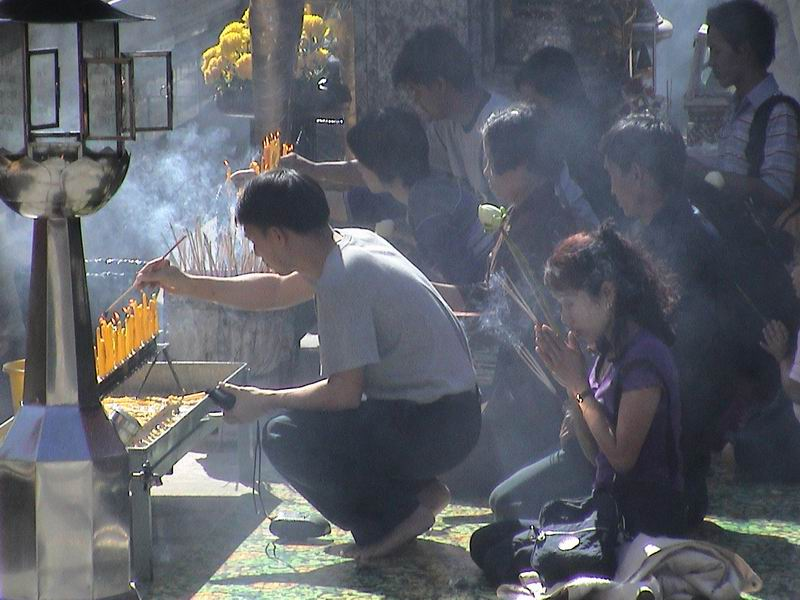
budismo, Camboya
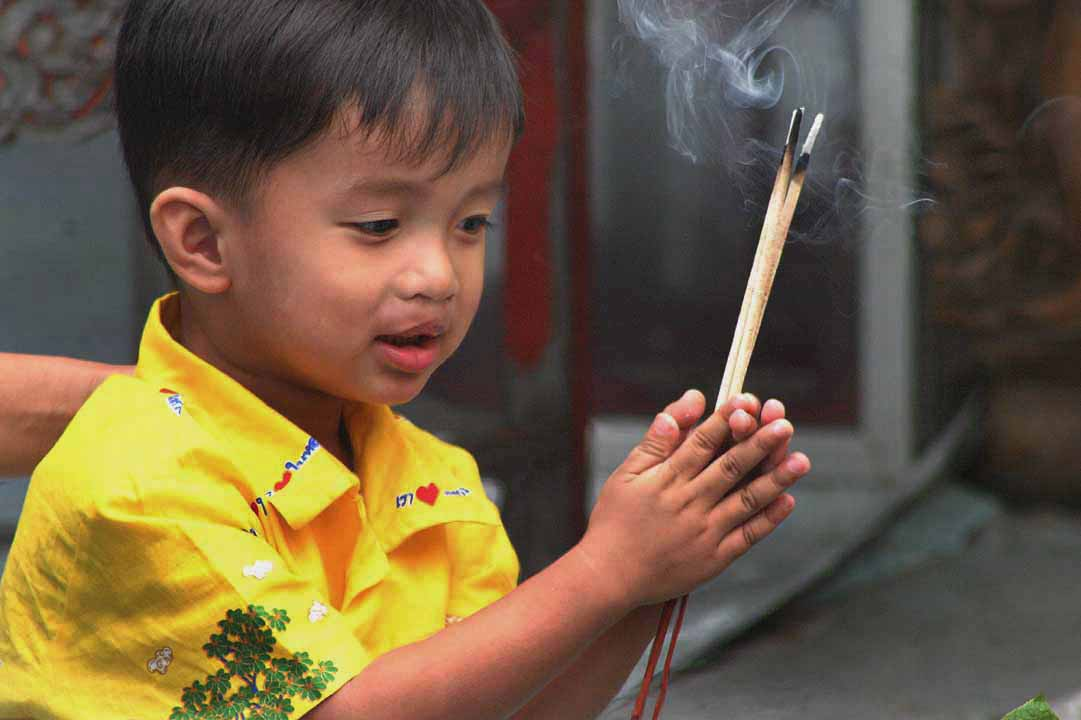
budismo, Tailandia